# آلبین دال
آلبین دال (سوئدی: Albin Dahl; ۲ ژانویهٔ ۱۹۰۰ – ۱۵ فوریهٔ ۱۹۸۰) بازیکن و مربی فوتبال اهل سوئد بود.

## باشگاهی
از باشگاه‌هایی که در آن بازی کرده‌است می‌توان به باشگاه فوتبال هلسینگبورگس اشاره کرد.